# 傑日貢

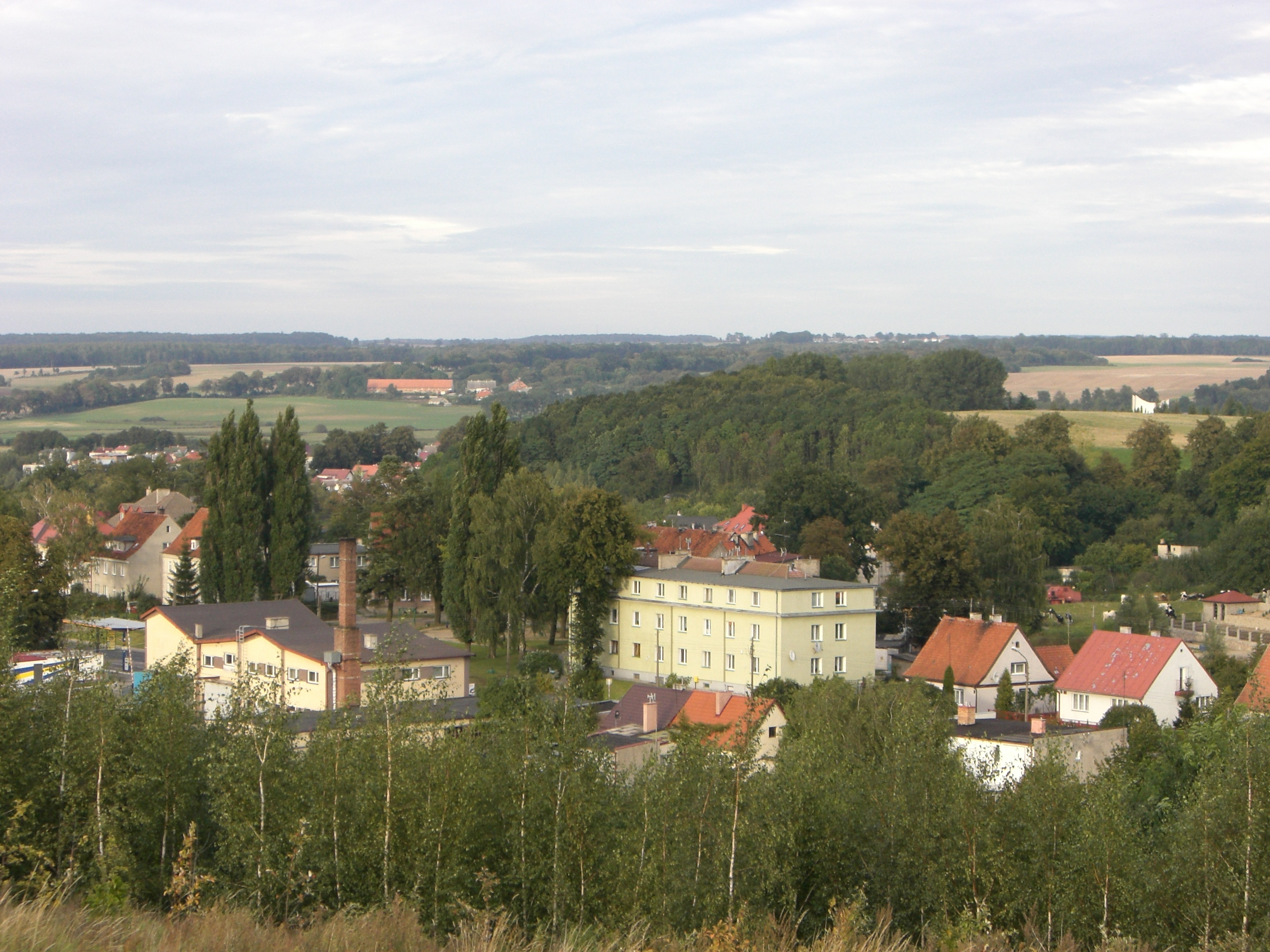

傑日貢（德语：Christburg，基督堡）是波蘭的城鎮，位於該國北部，由濱海省負責管轄，面積3.88平方公里，2006年人口5,630。原是条顿骑士团建立的堡垒。一直属于德国东普鲁士。第二次世界大戰期間，蘇聯紅軍在1945年1月24日佔領該鎮。

## 外部連結
- Municipal website（页面存档备份，存于） （波兰語）

53°56′N 19°21′E / 53.933°N 19.350°E